# Henrietta, Texas
Henrietta là một thành phố thuộc quận Clay, tiểu bang Texas, Hoa Kỳ. Năm 2010, dân số của xã này là 3141 người.

## Dân số
- Dân số năm 2000: 3264 người.
- Dân số năm 2010: 3141 người.